# Amtmænd på Island
Amtmænd på Island
Embedet har eksisteret i flere forskellige modeller og med vekslende titler. Før oprettelsen af amter 1662, var der lensmænd på Island. Således fortsatte den i 1648 udpegede lensmand Henrik Bielke som øens første amtmand fra 1662.
Fra 6. marts 1720 til 6. marts 1775 henlå Færøerne under Islands stiftsøvrighed.
Der har i hele perioden 1662-1904 eksisteret et stiftamt. Under dette fandtes amter, der begyndende i 1770 var underopdelt.
Denne liste er ufuldstændig; hjælp gerne med at udfylde den.

## Stiftamtmænd over Island
| Fra                | Til                | Stiftamtmænd                                                           | Født-død  | Herkomst    | Stedfortrædere / noter                                                                                          |
| ------------------ | ------------------ | ---------------------------------------------------------------------- | --------- | ----------- | --- |
| 30. december 1648  | 16. marts 1683     | Henrik Bielke                                                          | 1615-1683 | Danmark     | Kom aldrig til Island. Stedfortræder: Christoffer Heidemann, landfoged                                          |
| 26. januar 1684    | 8. december 1719   | Ulrik Christian Gyldenløve                                             | 1678-1719 | Danmark     | Kom aldrig til Island. Stedfortræder: Christoffer Heidemann                                                     |
| 6. marts 1720      | 29. september 1727 | Peter Raben                                                            | 1661-1727 | Danmark     | |
| 2. juli 1728       | 11. december 1730  | Christian Güldencrone                                                  | 1676-1746 | Danmark     | Kom aldrig til Island                                                                                           |
| 11. december 1730  | 9. september 1750  | Henrik Ochsen                                                          | 1660-1750 | Danmark     | Kom aldrig til Island                                                                                           |
| 10. september 1750 | 2. oktober 1768    | Otto Manderup Rantzau                                                  | 1719-1768 | Danmark     | Kom aldrig til Island                                                                                           |
| 1. november 1768   | 19. december 1769  | Christian Leberecht von Pröck                                          | 1718-1780 | Tyskland    | Kom aldrig til Island                                                                                           |
| 23. januar 1770    | 27. april 1785     | Lauritz Andreas Thodal                                                 | 1718-1808 | ?           | |
| 27. april 1785     | 23. december 1789  | Hans Christoph Diederich Victor von Levetzow                           | 1754-1829 | Mecklenburg | |
| 14. april 1790     | 6. juni 1806       | Ólafur Stefánsson                                                      | 1731-1812 | Island      | Ludvig Erichsen var konstitueret fra 10. juni 1803                                                              |
| 6. juni 1806       | 23. juli 1810      | Frederik Christopher Trampe                                            | 1779-1832 | ?           | Magnús Stephensen                                                                                               |
| 26. juni 1809      | 22. august 1809    | "Hundedagskongen" Jørgen Jürgensen afsætter Trampe og overtager magten | 1780-1841 |             | |
| 29. marts 1810     | 20. marts 1813     | Embedet overdraget til en kommission                                   |           |             | Medlemmer: Stefán Thorarensen, Isleif Einarsson, Rasmus Frydensberg                                             |
| 20. marts 1813     | 26. januar 1819    | Johan Carl Thuerecht Castenschiold                                     | 1787-1844 | Danmark     | Bjarni Thorarensen (1814-15, 1817-19), Isleif Einarsson (1815-17)                                               |
| 9. oktober 1819    | 9. september 1823  | Ludvig Moltke                                                          | 1790-1864 | Danmark     | Konstitueret fra 26. januar 1819. Bjarni Thorsteinsson var stedfortræder under vakancen 30. februar 1823 - 1824 |
| 25. april 1826     | 17. januar 1829    | Peter Fjeldsted Hoppe                                                  | 1794-1848 | Danmark     | Konstitueret fra 2. marts 1824                                                                                  |
| 2. april 1831      | 24. september 1836 | Lorentz Angel Krieger                                                  | 1797-1837 | ?           | Konstitueret fra 17. januar 1829. Stedfortrædere var Olaf Finsen, Thordur Sveinbjørnsson                        |
| 26. juni 1838      | 21. april 1841     | Carl Emil Bardenfleth                                                  | 1807-1857 | ?           | Konstitueret 11. februar 1837. Jón Johnsson var konstitueret under vakancen 13. juni 1840 - 19. juni 1841       |
| 21. april 1841     | 1. august 1847     | Torkild Hoppe                                                          | 1800-1871 | Danmark     | Jón Johnsson var konstitueret 9. august 1844 - 20. maj 1845                                                     |
| 1. august 1847     | 21. september 1849 | Matthias Hans Rosenørn                                                 | 1814-1902 | Danmark     | |
| 1850               | 1860               | Jørgen Ditlev Trampe                                                   | 1807-1868 |             | Thórður Jónasson var konstitueret 1. marts - 26. juni 1855 og november 1859 - 15. juni 1860                     |
| 2. august 1860     | 8. maj 1865        | Thórður Jónasson                                                       | 1800-1880 | Island      | |
| 8. maj 1865        | 1883               | Hilmar Finsen                                                          | 1824-1886 | Island      | |
| 1883               | 1886               | Bergur Ólafsson Thorberg                                               | 1829-1886 | ?           | |
| 1886               | 1. februar 1904    | Magnús Magnússon Stephensen                                            | 1836-1917 | Island      | |

Derefter (1. februar 1904) overgik ansvaret til Ministeren for Island i Reykjavík.

## Amtmænd over Island 1684-1770
| Fra              | Til              | Amtmænd                     | Født-død  | Herkomst | Stedfortrædere / noter                                    |
| ---------------- | ---------------- | --------------------------- | --------- | -------- | --------------------------------------------------------- |
| 26. januar 1684  | 20. april 1688   | Ulrik Christian Gyldenløve  | 1615-1683 | Danmark  |                                                           |
| 21. april 1688   | 23. maj 1718     | Christian Müller            |           |          | Povl Beyer, landfoged, konstitueret 27. april 1708 - 1718 |
| 23. maj 1718     | 19. juni 1733    | Niels Fuhrmann              |           | Danmark  |                                                           |
| 16. oktober 1733 | 17. januar 1744  | Joachim Hendriksen Lafrentz |           |          |                                                           |
| 23. oktober 1744 | 7. maj 1752      | Johan Christian Pingel      |           |          |                                                           |
| 16. maj 1757     | 3. november 1766 | Magnús Gíslason             |           | Island   | Konstitueret fra 1752                                     |
| 4. november 1766 | 5. maj 1770      | Ólafur Stefánsson           | 1731-1812 | Island   |                                                           |

## Amtmænd over Islands Sønder- og Vesteramt 1770-1787
Indbefattende Syd- og Vestfjerdingen samt fra 12. maj 1783 tillige Skaftafells Syssel af Østfjerdingen.
| Fra             | Til            | Amtmænd                                      | Født-død  | Herkomst | Stedfortrædere / noter |
| --------------- | -------------- | -------------------------------------------- | --------- | -------- | ---------------------- |
| 23. januar 1770 | 27. april 1785 | Lauritz Andreas Thodal                       | 1718-1808 | ?        |                        |
| 27. april 1785  | 6. juni 1787   | Hans Christoph Diederich Victor von Levetzow | 1754-1829 | ?        |                        |

## Amtmænd over Islands Sønderamt 1787-1848
Indbefattende Borgefjords, Guldbringe, Kjos, Aanæs, Rangaavolde, Vestmanø og Skaftafells Sysler.
| Fra               | Til                | Amtmænd                                       | Født-død  | Herkomst | Stedfortrædere / noter                                                                                          |
| ----------------- | ------------------ | --------------------------------------------- | --------- | -------- | --- |
| 6. juni 1787      | 23. december 1789  | Hans Christoph Diederich Victor von Levetzow  | 1754-1829 | ?        | |
| 14. april 1790    | 19. november 1791  | Thomas Hammond Meldahl                        | 1742-1791 | Norge    | |
| 20. november 1791 | 6. juni 1806       | Ólafur Stefánsson                             | 1731-1812 | Island   | |
| 6. juni 1806      | 23. juli 1810      | Frederik Christopher Trampe                   | 1779-1832 | ?        | Magnús Stephensen                                                                                               |
| 23. juli 1810     | 26. januar 1819    | Johan Carl Thuerecht Castenschiold            | 1787-1844 | Danmark  | Bjarni Thorarensen (1814-15, 1817-19), Isleif Einarsson (1815-17)                                               |
| 9. oktober 1819   | 9. september 1823  | Ehrenreich Christopher Ludvig Moltke          | 1790-1864 | Danmark  | Konstitueret fra 26. januar 1819. Bjarni Thorsteinsson var stedfortræder under vakancen 30. februar 1823 - 1824 |
| 25. april 1826    | 17. januar 1829    | Peter Fjeldsted Hoppe                         | 1794-1848 | Danmark  | Konstitueret fra 2. marts 1824                                                                                  |
| 2. april 1831     | 24. september 1836 | Lorentz Angel Krieger                         | 1797-1837 | ?        | Konstitueret fra 17. januar 1829. Stedfortrædere var Olaf Finsen, Thordur Sveinbjørnsson                        |
| 26. juni 1838     | 21. april 1841     | Carl Emil Bardenfleth                         | 1807-1857 | ?        | Konstitueret 11. februar 1837. Jón Johnsson var konstitueret under vakancen 13. juni 1840 - 19. juni 1841       |
| 21. april 1841    | 1. august 1847     | Torkil Abraham Hoppe                          | 1800-1871 | Danmark  | Jón Johnsson var konstitueret 9. august 1844 - 20. maj 1845                                                     |
| 1. august 1847    | 21. september 1849 | Matthias Hans Rosenørn                        | 1814-1902 | Danmark  | |
| 1883              | 1886               | Magnús Stephensen                             | 1836-1917 | Island   | Konstitueret |
|                   |                    | (Amtmænd efter 1849 mangler at blive udfyldt) |           |          | |

## Amtmænd over Islands Vesteramt 1787-1848
Indbefattende Myre, Hnappadals, Snefjældsnæs, Stranda, Dala, Bardastrands og Isefjords Sysler.
| Fra                | Til               | Amtmænd                      | Født-død  | Herkomst | Stedfortrædere / noter |
| ------------------ | ----------------- | ---------------------------- | --------- | -------- | ---------------------- |
| 6. juni 1787       | 17. april 1793    | Ólafur Stefánsson            | 1731-1812 | Island   |                        |
| 17. april 1793     | 11. februar 1802  | Joachim Christian Wibe       |           | Norge    |                        |
| 29. december 1802  | 7. maj 1804       | Ludvig Erichsen              |           | ?        |                        |
| 15. september 1804 | 6. juni 1806      | Frederik Christoffer Trampe  | 1779-1832 | ?        |                        |
| 6. juni 1806       | 20. december 1820 | Stefán Stefánsson            |           | Island   |                        |
| 5. maj 1821        | 2. marts 1849     | Bjarni Thorsteinson          | 1781-1876 | Island   |                        |
| 12. april 1849     | 9. maj 1861       | Páll Melsted                 | 1791-1861 | Island   |                        |
| 1883               | 1886              | Magnús Stephensen            | 1836-1917 | Island   | Konstitueret           |
|                    |                   | (Amtmænd efter 1849 mangler) |           |          |                        |

## Amtmænd over Islands Nord- og Østeramt 1770-1848
Indbefattende Nordfjerdingen, nemlig Hunavatns, Skagefjords, Øfjords og Tingø Sysler, samt af Østfjerdingen: Nordre og Søndre Mule Sysler, indtil 1783 tillige Skaftafells Syssel.
| Fra                | Til                | Amtmænd                      | Født-død  | Herkomst | Stedfortrædere / noter                                           |
| ------------------ | ------------------ | ---------------------------- | --------- | -------- | ---------------------------------------------------------------- |
| 15. maj 1770       | 12. maj 1783       | Ólafur Stefánsson            | 1731-1812 | Island   |                                                                  |
| 12. maj 1783       | 12. marts 1823     | Stefan Þórarinsson           | 1754-1823 | Island   | Thordur Bjørnsson var konstitueret 3. april 1823 - 1. marts 1824 |
| 2. marts 1824      | 22. maj 1833       | Grímur Jónsson               |           | Island   |                                                                  |
| 10. august 1833    | 24. august 1841    | Bjarni Thorarensen           |           | Island   | Bertel Holm Borgen var konstitueret under vakancen 1841-42       |
| 27. maj 1842       | 7. juni 1849       | Grímur Jónsson               |           | Island   |                                                                  |
|                    |                    | (Amtmænd efter 1849 mangler) |           |          |                                                                  |
| 16. maj 1850       | 15. september 1870 | Jørgen Peter Havstein        | 1812-1875 | Island   |                                                                  |
| 12. september 1894 | 30. september 1904 | Páll Briem                   | 1856-1904 | Island   |                                                                  |